# Miamoú
Miamoú, en grec moderne : Μιαμού, est un village du dème de Gortyne, dans le district régional de Héraklion, de la Crète, en Grèce. Selon le recensement de 2001, la population de Miamoú compte 122 habitants.
Le village est situé à une altitude de 420 mètres.
Il est mentionné dans le recensement vénitien, de 1583, par Castrofilaca, sous le nom de Miamú avec 204 habitants.